# Nauru Bwiema
Nauru Bwiema (letteralmente Nauru nostra patria) è l'inno nazionale di Nauru, piccolo stato insulare del Pacifico.
Il testo è opera della poetessa Margaret Hendrie, mentre la musica è del compositore Lawrence Henry Hicks (e ricalca in parte quella dell'inno canadese O Canada). La repubblica di Nauru adottò questo brano come proprio inno nazionale ufficialmente all'atto della sua indipendenza nel 1968.

## Testo
| Originale in nauruano | Versione inglese | Traduzione in italiano |
| --- | --- | --- |
| Nauru bwiema, ngabena ma auwe. Ma dedaro bwe dogum, mo otata bet egom. Atsin ngago bwien okor, ama bagadugu Epoa ngabuna ri nan orre bet imur. Ama memag ma nan epodan eredu won engiden, Miyan aema ngeiyin ouge, Nauru eko dogin! | Nauru our homeland, the land we dearly love, We all pray for you and we also praise your name. Since long ago you have been the home of our great forefathers And will be for generations yet to come. We all join in together to honour your flag, And we shall rejoice together and say: Nauru for evermore! | Nauru nostra patria, terra che tanto amiamo, Tutti noi preghiamo per te e lodiamo il tuo nome. Da lungo tempo sei la casa dei nostri antenati E lo sarai per le generazioni che verranno. Ci riuniamo tutti insieme per onorare la tua bandiera, E dobbiamo tutti insieme rallegrarci e dire: Nauru per sempre! |